# Enfants sans souci
Enfants sans souci, franz., Name einer Gesellschaft, die unter Karl VI. in Paris zur Darstellung von Spottspielen, den so genannten Sottien, privilegiert worden war.
Die Enfants sans souci bereiteten der Confrérie de la Passion sowie der Genossenschaft der Bazoche große Konkurrenz. Sie standen unter einem eignen Oberhaupt, das den Titel „prince des sots“ („Fürst der Narren“) führte, wurden aber wegen der Zügellosigkeit und Rohheit, die die Schauspiele später auszeichneten, mehrmals unterdrückt und fanden 1659 ihr definitives Ende.
Dieser Artikel basiert auf einem gemeinfreien Text aus Meyers Konversations-Lexikon, 4. Auflage von 1888 bis 1890.